# Anisostachya debilis
Anisostachya debilis är en akantusväxtart som beskrevs av Raymond Benoist. Anisostachya debilis ingår i släktet Anisostachya och familjen akantusväxter. Inga underarter finns listade i Catalogue of Life.